# 塔穹語
塔穹語（Tutchone）為一種使用於加拿大育空地區的瀕危阿薩巴斯卡語。它有兩種語言變體南塔穹語及北塔穹語，這兩種語言有時被認為是不同的語言。 
南塔穹語使用於加拿大育空地區的艾西克 （育空）|艾西克（Aishihik, Yukon）、伯沃什兰丁、香檳藍丁（Champagne Landing, Yukon）、海恩斯章克申（Haines Junction, Yukon）、克魯湖（Kloo Lake, Yukon）、克魯蘇（Klukshu, Yukon）、拉伯格湖（Lake Laberge），及白馬市等地的社區。
北塔穹語使用於加拿大育空地區梅奧（Mayo, Yukon）、佩利克洛辛（Pelly Crossing, Yukon）、斯圖爾特克洛辛（Stewart Crossing, Yukon）、卡梅克（Carmacks, Yukon），及河狸溪等地的社區。

## 方言
南塔穹語（Dän kʼè）
- 艾賽西力克方言（Aisihilik）
- 塔安方言（Tàaʼan）
- 克魯克蘇方言（Klukshu）
- 克盧恩方言（Kluane）

北塔穹語（Dän kʼí）
- 大鮭魚方言（Big Salmon）
- 佩利克洛辛方言（Pelly Crossing）
- 梅奧方言（Mayo）
- 白河方言（White River）

## 語言使用及語言復興的努力
阿爾弗雷德·傑里（Jerry Alfred）以北塔穹語所唱的"Etsi Shon"（祖父的歌曲）贏得1996年朱諾獎的年度朱諾獎原住民語類（Juno Award for Aboriginal Album of the Year）。
在2009年，加拿大海恩斯章克申（Haines Junction, Yukon）村地區的幼稚園開始教授"南塔穹語"。

## 外部連結
- Yukon Native Language Center : Northern Tutchone
- Yukon Native Language Center : Southern Tutchone
- First Voices: Southern Tutchone （页面存档备份，存于）
- Freelang Tutchone (Southern)-English dictionary （页面存档备份，存于）
- OLAC resources in and about the Northern Tutchone language （页面存档备份，存于）
- OLAC resources in and about the Southern Tutchone language （页面存档备份，存于）